# Lessac
Lessac (en francès Lessac) és un municipi francès situat al departament del Charente i a la regió de la Nova Aquitània. L'any 2007 tenia 582 habitants.

## Demografia

### Població
El 2007 la població de fet de Lessac era de 582 persones. Hi havia 230 famílies de les quals 52 eren unipersonals (20 homes vivint sols i 32 dones vivint soles), 79 parelles sense fills, 83 parelles amb fills i 16 famílies monoparentals amb fills.
La població ha evolucionat segons el següent gràfic:
Habitants censats

### Habitatges
El 2007 hi havia 316 habitatges, 239 eren l'habitatge principal de la família, 47 eren segones residències i 30 estaven desocupats. 309 eren cases i 4 eren apartaments. Dels 239 habitatges principals, 187 estaven ocupats pels seus propietaris, 44 estaven llogats i ocupats pels llogaters i 8 estaven cedits a títol gratuït; 2 tenien una cambra, 6 en tenien dues, 34 en tenien tres, 80 en tenien quatre i 117 en tenien cinc o més. 164 habitatges disposaven pel capbaix d'una plaça de pàrquing. A 104 habitatges hi havia un automòbil i a 115 n'hi havia dos o més.

### Piràmide de població
La piràmide de població per edats i sexe el 2009 era:
| Homes | Edats   | Dones |
| ----- | ------- | ----- |
| 0     | 95 o +  | 0     |
| 0     | 90 a 94 | 0     |
| 0     | 85 a 89 | 0     |
| 4     | 80 a 84 | 0     |
| 12    | 75 a 79 | 16    |
| 16    | 70 a 74 | 28    |
| 8     | 65 a 69 | 20    |
| 12    | 60 a 64 | 16    |
| 24    | 55 a 59 | 12    |
| 12    | 50 a 54 | 12    |
| 16    | 45 a 49 | 24    |
| 4     | 40 a 44 | 16    |
| 32    | 35 a 39 | 12    |
| 32    | 30 a 34 | 8     |
| 20    | 25 a 29 | 16    |
| 20    | 20 a 24 | 12    |
| 4     | 15 a 19 | 20    |
| 4     | 10 a 14 | 20    |
| 12    | 5 a 9   | 8     |
| 16    | 0 a 4   | 12    |

## Economia
El 2007 la població en edat de treballar era de 363 persones, 263 eren actives i 100 eren inactives. De les 263 persones actives 235 estaven ocupades (126 homes i 109 dones) i 28 estaven aturades (14 homes i 14 dones). De les 100 persones inactives 43 estaven jubilades, 19 estaven estudiant i 38 estaven classificades com a «altres inactius».

### Ingressos
El 2009 a Lessac hi havia 230 unitats fiscals que integraven 541 persones, la mediana anual d'ingressos fiscals per persona era de 13.875 €.

### Activitats econòmiques
Dels 30 establiments que hi havia el 2007, 1 era d'una empresa extractiva, 1 d'una empresa de fabricació d'altres productes industrials, 8 d'empreses de construcció, 7 d'empreses de comerç i reparació d'automòbils, 1 d'una empresa de transport, 1 d'una empresa d'hostatgeria i restauració, 2 d'empreses immobiliàries, 6 d'empreses de serveis i 3 d'empreses classificades com a «altres activitats de serveis».
Dels 10 establiments de servei als particulars que hi havia el 2009, 1 era una oficina de correu, 5 paletes, 1 lampisteria, 1 electricista, 1 perruqueria i 1 restaurant.
L'únic establiment comercial que hi havia el 2009 era una botiga de menys de 120 m².
L'any 2000 a Lessac hi havia 46 explotacions agrícoles que ocupaven un total de 2.016 hectàrees.

## Equipaments sanitaris i escolars
El 2009 hi havia una escola elemental integrada dins d'un grup escolar amb les comunes properes formant una escola dispersa.

## Poblacions properes
El següent diagrama mostra les poblacions més properes.